# حوزه انتخابیه اول پنسیلوانیا
حوزه انتخابیه اول پنسیلوانیا یک حوزه انتخابیه مجلس نمایندگان آمریکا است که در ایالت پنسیلوانیا قرار دارد.